# Maison de Belgique
Pour les articles homonymes, voir Belgique (homonymie).
Ne doit pas être confondu avec Famille royale de Belgique.
La maison de Belgique ou maison de Saxe-Cobourg  (en allemand : Haus Sachsen-Coburg ; en néerlandais : Huis Saksen-Coburg), est la maison royale de Belgique, branche cadette de la maison de Saxe-Cobourg et Gotha, elle-même issue de la branche ernestine de la maison de Wettin.
La maison de Saxe-Cobourg et Gotha est issue du premier roi des Belges, Léopold Ier, né prince de Saxe-Cobourg-Saalfeld. En 1921, le titre de la maison de Saxe-Cobourg et Gotha fut abandonné officieusement dans un contexte de fort sentiment anti-germanique né de la Première Guerre mondiale, laissant s'installer l'expression « de Belgique » pour la famille royale belge,.
Depuis le Carnet Mondain de 2017, en plus du titre de prince de Belgique, le titre de prince de Saxe-Cobourg-Gotha est de nouveau en usage pour certains descendants de Léopold Ier. Le patronyme utilisé par les membres de la maison royale est « de Belgique » (ou « van België »).

## Titres et patronyme
La famille royale belge est issue d'une branche cadette de la branche ernestine de la maison de Wettin régnant sur le duché de Saxe-Cobourg-Saalfeld depuis le milieu du XVIIIe siècle, le duché de Saxe-Cobourg-Saalfeld disparaît en 1826, après la réorganisation des duchés saxons consécutive à l'extinction de la lignée de Saxe-Gotha-Altenbourg. Le duc Ernest III de Saxe-Cobourg-Saalfeld reçoit Gotha, mais doit céder Saalfeld au duché de Saxe-Meiningen. Il prend dès lors le nom de Ernest Ier de Saxe-Cobourg et Gotha.
Le futur roi des belges, Léopold de Saxe-Cobourg-Saalfeld, prince de Saxe-Cobourg et Gotha, duc en Saxe, frère du duc régnant Ernest Ier de Saxe-Cobourg et Gotha changea également son nom en devenant Léopold de Saxe-Cobourg et Gotha, donnant de ce fait ce nom à la famille royale belge.
À l'issue de la Première Guerre mondiale, sous l'impulsion du roi Albert Ier de Belgique et dans un contexte de germanophobie ambiant, les princes belges ont préféré ne plus utiliser leurs titres allemands de leurs titulatures alors que la monarchie a opté pour une forme patronymique plus « nationale » en désignant officieusement en 1921 la dynastie sous le nom de Belgique (en néerlandais, van België et en allemand, von Belgien) ; la maison royale britannique a eu également recours à cette méthode en 1917.

### Réforme de 2015 relative à l'octroi du titre deprince ou princesse de Belgique
Le 12 novembre 2015 une réforme importante de la maison royale fut publiée au Moniteur belge. Le roi Philippe de Belgique se souciant de limiter l'accroissement du nombre des porteurs du titre de prince de Belgique ou de princesse de Belgique à travers les branches collatérales de la famille royale belge, il fut décidé qu'à partir de la publication de l'arrêté royal du 12 novembre 2015 et pour les naissances à venir, seuls les enfants et petits-enfants issus de la descendance directe du roi des Belges, ainsi que les enfants et petits-enfants issus de la descendance directe du prince héritier ou de la princesse héritière porteraient le titre de prince de Belgique ou de princesse de Belgique. Les princes et princesses, issus de la descendance directe du roi Léopold Ier qui ne sont pas enfants ou petits-enfants du roi ou de la reine des Belges, enfants ou petits-enfants du prince héritier ou de la princesse héritière portent à la suite de leur prénom et leur nom, les titres qui leur reviennent de droit par leur ascendance, à savoir : prince de Saxe-Cobourg et Gotha et de duc en Saxe avec le prédicat d'altesse royale. Quant au nom patronymique, les règles qui s'y appliquent ne changent pas.
Exemples :
- enfants, petits-enfants du roi ou de la reine des Belges, du prince héritier ou de la princesse héritière : Son Altesse royale le prince ou la princesse N., prince ou princesse de Belgique, prince ou princesse de Saxe-Cobourg-Gotha, duc ou duchesse de Saxe[7]
- pas enfants ni petits-enfants du roi ou de la reine des Belges, du prince héritier ou de la princesse héritière mais descendant direct de Léopold Ier : Son Altesse royale le prince ou la princesse N., prince ou princesse de Saxe-Cobourg-Gotha, duc ou duchesse de Saxe

À la suite de l'arrêt de la Cour d'appel de Bruxelles du 1er octobre 2020, Delphine Boël a été reconnue comme fille du Roi Albert II. La Cour d'appel a ainsi signifié que Delphine Boël s'appellerait dorénavant Delphine de Saxe-Cobourg, puisque le nom de la famille royale mentionné dans la Constitution est « Saxe-Cobourg » . Par ailleurs, en application de l'article 2 de l'arrêté royal du 12 novembre 2015, en tant que fille du Roi Albert II, la Cour d'appel autorise Delphine de Saxe-Cobourg à être qualifiée du titre de princesse de Belgique. Il en va de même pour ses enfants en leur qualité de petits enfants du roi Albert II. Cet arrêt de la cour d'appel pourrait faire jurisprudence quant au nom de la famille royale.

### Réforme de 2015 relative aux titres deprince et princesse de Saxe-Cobourget deduc et duchesse de Saxe
Depuis le Carnet Mondain de 2017 (les informations concernant la famille royale de Belgique y sont reproduites telles qu'elles sont communiquées par le Palais), on retrouve pour les descendants de Léopold Ier (à l'exception des enfants/petit-enfant d'Astrid et Lorenz), en plus de leur titre de prince ou princesse de Belgique, les anciens titres abandonnés après la Première Guerre mondiale de prince ou princesse de Saxe-Cobourg-Gotha et de duc ou duchesse de Saxe. Les princes et princesses né(e)s après 2015 et qui n'ont plus droit au titre de prince ou princesse de Belgique (à cause de la réforme de 2015) reçoivent uniquement les titres de prince ou princesse de Saxe-Cobourg et de duc ou duchesse de Saxe,,,.

### Titulature complète
Titulature complète tel que publiée dans le Carnet mondain 2017 (les informations concernant la famille royale de Belgique y sont reproduites telles qu'elles sont communiquées par le Palais) :
- Albert Ier, roi des Belges, prince de Belgique[13] ∞ Élisabeth, reine des Belges, princesse de Belgique, duchesse en Bavière
  - Léopold III, roi des Belges, prince de Belgique, prince de Saxe-Cobourg-Gotha, duc de Saxe ∞ Astrid, reine des Belges, princesse de Belgique, princesse de Suède
    - Baudouin, roi des Belges, prince de Belgique, prince de Saxe-Cobourg-Gotha, duc de Saxe ∞ Fabiola, reine des Belges, princesse de Belgique
    - Albert II, roi des Belges, prince de Belgique, prince de Saxe-Cobourg-Gotha, duc de Saxe ∞ Paola, reine des Belges, princesse de Belgique
      - Philippe, roi des Belges, prince de Belgique, prince de Saxe-Cobourg, duc de Saxe ∞ Mathilde, reine des Belges, princesse de Belgique
        - Élisabeth, duchesse de Brabant, princesse de Belgique, princesse de Saxe-Cobourg, duchesse de Saxe
        - Gabriel, prince de Belgique, prince de Saxe-Cobourg, duc de Saxe
        - Emmanuel, prince de Belgique, prince de Saxe-Cobourg, duc de Saxe
        - Éléonore, princesse de Belgique, princesse de Saxe-Cobourg, duchesse de Saxe

      - Astrid, princesse de Belgique, princesse de Saxe-Cobourg, duchesse de Saxe, archiduchesse d'Autriche-Este (Habsbourg-Lorraine) ∞ Lorenz, archiduc d'Autriche-Este (Habsbourg-Lorraine), prince de Belgique
        - Amedeo, prince de Belgique, archiduc d'Autriche-Este (Habsbourg-Lorraine) ∞ Lili Rosbosch
          - Anna-Astrid, princesse

        - Maria-Laura, princesse de Belgique, archiduchesse d'Autriche-Este (Habsbourg-Lorraine)
        - Joachim, prince de Belgique, archiduc d'Autriche-Este (Habsbourg-Lorraine)
        - Luisa-Maria, princesse de Belgique, archiduchesse d'Autriche-Este (Habsbourg-Lorraine)
        - Laetitia-Maria, princesse de Belgique, archiduchesse d'Autriche-Este (Habsbourg-Lorraine)

      - Laurent, prince de Belgique, prince de Saxe-Cobourg, duc de Saxe ∞ Claire, princesse de Belgique
        - Louise, princesse de Belgique, princesse de Saxe-Cobourg, duchesse de Saxe
        - Nicolas, prince de Belgique, prince de Saxe-Cobourg, duc de Saxe
        - Aymeric, prince de Belgique, prince de Saxe-Cobourg, duc de Saxe

## Armoiries royales
Les armoiries royales ont été modifiées par l'arrêté royal du 12 juillet 2019, paru au Moniteur belge du 19 juillet 2019 (2e édition). Une des principales modifications consiste en l'ajout, sur l'épaule du lion d'or, d'un écusson burelé d'or et de sable de dix pièces, au crancelin de sinople, brochant en bande sur le tout. Cet écusson saxon, qui avait été adopté en 1425 par la maison de Wettin comme symbole de leur dignité électorale, figurait sur le blason royal de Belgique jusqu'après la Première Guerre mondiale. Aucun texte n'avait expressément confirmé cet abandon de l'écusson saxon mais il ne figurait plus depuis lors dans les armoiries royales. L'arrêté royal du 12 juillet 2019 rétablit ainsi une longue tradition en rétablissant l'écusson saxon dans les armoiries royales.
Une seconde consiste en la mention de la devise de la Belgique : L'union fait la force dans les trois langues nationales du pays (jusqu'alors, elle n'était mentionnée qu'en français sur le blason).
Par ailleurs, le même arrêté royal prévoit que le roi ou la reine qui a abdiqué porte ces mêmes armes mais chargées d'un lambel à trois pendants de gueules, surchargé de la couronne royale.

Armoiries utilisées sous le règne de Léopold Ier (1831-1865).
Armoiries utilisées sous les règnes de Léopold II et Albert Ier (1865-1921).
Armoiries utilisées sous la régence de Charles de Belgique (1944-1950).
Armoiries utilisées sous les règnes de Albert Ier, Léopold III, Baudouin, Albert II et Philippe (1921-2019).
Nouvelles armoiries depuis le 12 juillet 2019

## Généalogie des chefs de la branche belge de la maison de Saxe-Cobourg et Gotha

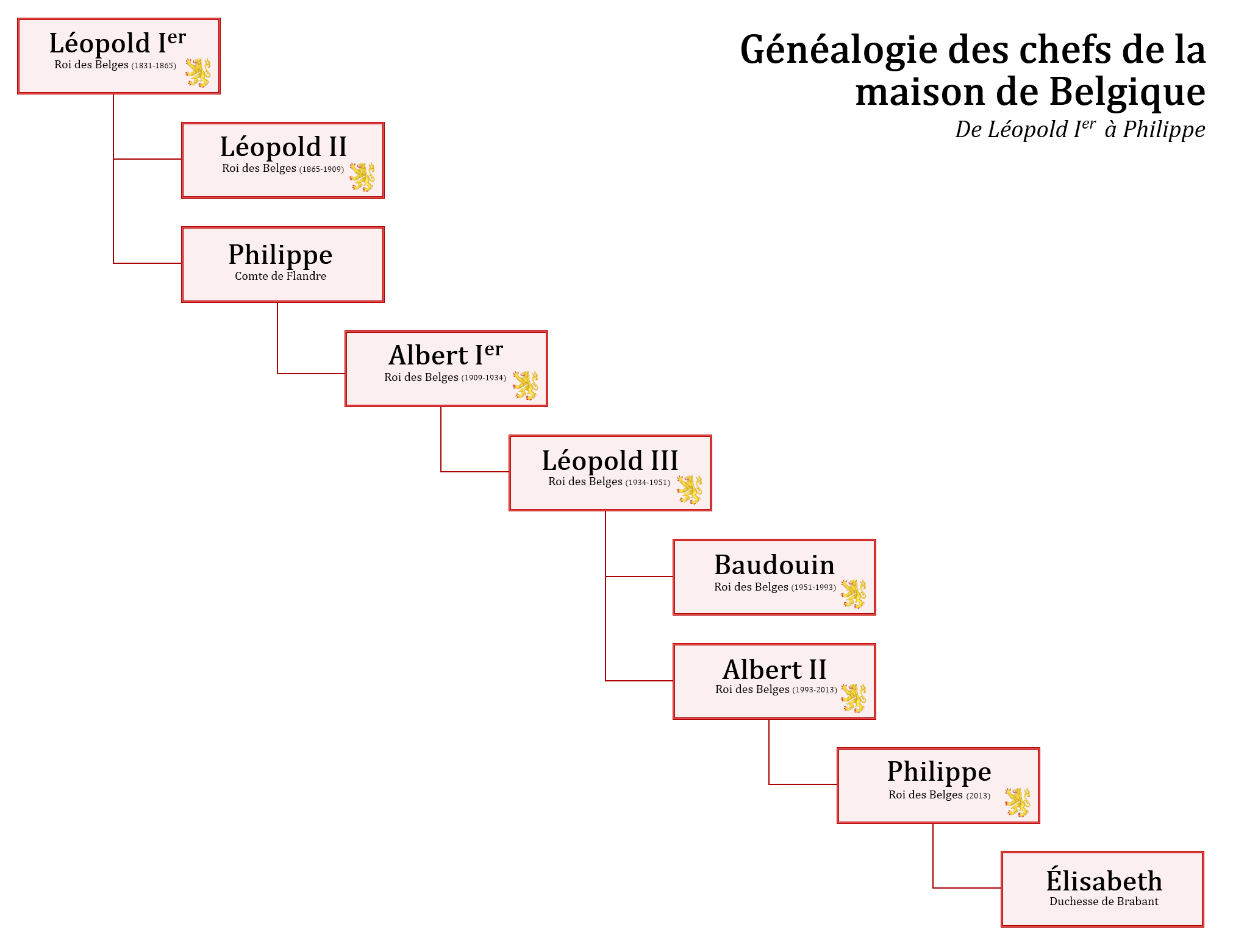
De à Philippe, sept rois des Belges se sont succédé.

## Membres de la maison par souverain

### LéopoldIer
Fils du duc François de Saxe-Cobourg-Saalfeld (1750-1806) et de la comtesse Augusta Reuss d'Ebersdorf (1757-1831), le prince Léopold de Saxe-Cobourg-Saafeld devient en 1831 le premier souverain belge sous le nom de Léopold Ier. Léopold Ier (alors prince) épouse, le 2 mai 1816, la princesse Charlotte de Galles qui met au monde un garçon mort-né le 5 novembre 1817 et décède en couches le lendemain. En secondes noces, il épouse, le 9 août 1832, la princesse Louise d'Orléans, qui donne à la dynastie quatre enfants.
- Léopold Ier (1790-1865), roi des Belges 
  ∞ Charlotte de Galles (1796-1817)
- ∞ Louise d'Orléans (1812-1850)
  - Louis-Philippe de Belgique (1833-1834) (SP)
  - Léopold de Belgique (1835-1909), duc de Brabant
    - Voir infra

  - Philippe de Belgique (1837-1905), comte de Flandre 
 ∞ Marie de Hohenzollern-Sigmaringen (1845-1912)
    - Baudouin de Belgique (1869-1891) (SP)
    - Henriette de Belgique (1870-1948), « duchesse de Vendôme »
      - Maison royale d'Orléans

    - Joséphine de Belgique (1870-1871) (SP)
    - Joséphine de Belgique (1872-1958), princesse Charles-Antoine de Hohenzollern
      - Maison princière de Hohenzollern-Sigmaringen

    - Albert de Belgique (1875-1934)
      - Voir infra

  - Charlotte de Belgique (1840-1927), impératrice du Mexique (consort) (SPN)
    - Maison impériale de Habsbourg-Lorraine-Iturbide

### LéopoldII
Deuxième fils du roi Léopold Ier (1790-1865) et de la princesse Louise d'Orléans (1812-1850), le duc de Brabant devient en 1865 le deuxième souverain belge sous le nom de Léopold II. Léopold II (alors duc) épouse, le 22 août 1853, l'archiduchesse Marie-Henriette d'Autriche, avec qui il a quatre enfants.
- Léopold II (1835-1909), roi des Belges 
  ∞ Marie-Henriette d'Autriche (1836-1902)
  - Louise de Belgique (1858-1924), princesse Philippe de Saxe-Cobourg et Gotha
    - Maison princière de Saxe-Cobourg-Kohary

  - Léopold de Belgique (1859-1869), comte de Hainaut, puis duc de Brabant (SP)
  - Stéphanie de Belgique (1864-1945), archiduchesse Rodolphe d'Autriche
    - Maison impériale et royale de Habsbourg-Lorraine

  - Clémentine de Belgique (1872-1955), princesse Napoléon
    - Maison Bonaparte

Le prince Albert, fils du comte de Flandre et neveu de Léopold II, devient le roi Albert Ier à la mort de son oncle, qui n'a pas de postérité mâle et légitime.

### AlbertIer
Second fils de Philippe de Belgique (1837-1905), comte de Flandre et de la princesse Marie de Hohenzollern-Sigmaringen (1845-1912), le prince Albert devient en 1909 le troisième souverain belge sous le nom d'Albert Ier. Albert Ier (alors prince) épouse, le 2 octobre 1900, la duchesse Élisabeth en Bavière, avec qui il a trois enfants.
- Albert Ier (1875-1934), roi des Belges 
  ∞ Élisabeth en Bavière (1876-1965)
  - Léopold de Belgique (1901-1983), duc de Brabant
    - Voir infra

  - Charles de Belgique (1903-1983), comte de Flandre (SP)
  - Marie-José de Belgique (1906-2001), reine d'Italie (consort)
    - Maison royale de Savoie

### LéopoldIII
Fils du roi Albert Ier (1875-1934) et de la duchesse Élisabeth en Bavière (1876-1965), le prince Léopold, duc de Brabant devient en 1934 le quatrième souverain belge sous le nom de Léopold III. Léopold III (alors prince) épouse, le 10 novembre 1926, la princesse Astrid de Suède, avec qui il a trois enfants.
- Léopold III (1901-1983), roi des Belges 
  ∞ Astrid de Suède (1905-1935)
  - Joséphine-Charlotte de Belgique (1927-2005), grande-duchesse de Luxembourg (consort)
    - Maison grand-ducale de Nassau

  - Baudouin de Belgique (1930-1993), duc de Brabant (SP)
    - Voir infra

  - Albert de Belgique (1934), prince de Liège
    - Voir infra

Le 11 septembre 1941, le roi Léopold épouse Lilian Baels, titrée princesse de Belgique, connue sous le titre de « princesse de Réthy ». Le couple a trois enfants.
- Léopold III (1901-1983), roi des Belges 
  ∞ Liliane Baels (1916-2002)
  - Alexandre de Belgique (1942-2009) (SP)
  - Marie-Christine de Belgique (1951) (SP)
  - Marie-Esméralda de Belgique (1956)
    - Famille Moncada

### Baudouin
Premier fils du roi Léopold III (1901-1983) et de la princesse Astrid de Suède (1905-1935), le prince Baudouin devient en 1950 le roi Baudouin. Baudouin épouse, le 15 décembre 1960 doña Fabiola de Mora y Aragón, avec qui il n'a pas d'enfant.
Le prince Albert, prince de Liège, deuxième fils de Léopold III, devient à la mort de son frère Baudouin le roi Albert II.

### AlbertII
Deuxième fils du roi Léopold III (1901-1983) et de la princesse Astrid de Suède (1905-1935), le prince Albert devient en 1993 le roi Albert II. Albert épouse, le 2 juillet 1959 Paola Ruffo di Calabria, avec qui il a trois enfants,,.
- Albert II (1934), roi des Belges 
  ∞ Paola Ruffo di Calabria (1937)
  - Philippe de Belgique (1960), duc de Brabant
    - Voir infra

  - Astrid de Belgique (1962)
  ∞ Lorenz d'Autriche-Este (1955)
    - Amedeo de Belgique (1986)
    - Maria Laura de Belgique (1988)
    - Joachim de Belgique (1991)
    - Luisa Maria de Belgique (1995)
    - Laetitia Maria de Belgique (2003)

  - Laurent de Belgique (1963) 
  ∞ Claire Coombs (1974)
    - Louise de Belgique (2004)
    - Nicolas de Belgique (2005)
    - Aymeric de Belgique (2005)

### Philippe
Premier fils du roi Albert II (1934) et de Paola Ruffo di Calabria (1937), le prince Philippe devient roi des Belges en 2013. Philippe épouse, le 4 décembre 1999, Mathilde d'Udekem d'Acoz, avec qui il a quatre enfants,.
- Philippe (1960), roi des Belges 
  ∞ Mathilde d'Udekem d'Acoz (1973)
  - Élisabeth de Belgique (2001), duchesse de Brabant
  - Gabriel de Belgique (2003)
  - Emmanuel de Belgique (2005)
  - Éléonore de Belgique (2008)

#### Sur la famille
- Chantal de Badts de Cugnac et Guy Coutant de Saisseval, Le Petit Gotha, Paris, Éditions Le Petit Gotha, coll. « Petit Gotha », 2002 (1re éd. 1993), 989 p. (ISBN 2-9507974-3-1), p. 279 et seq. (section « Maison royale de Belgique »)

#### Sur la monarchie
- Roger Harmignies, « Les titres des membres de la maison royale de Belgique » in Antonin de Selliers de Moranville, A. van Langenhove et Roger Harmignies, Recueil de l’Office généalogique et héraldique de Belgique, t. VI, Bruxelles, Office généalogique et héraldique de Belgique, 1957 (OCLC 834797373)

#### Sur l'héraldique
- Robert Matagne, L’évolution du blason de la maison royale de Belgique de 1880 à nos jours, Luxembourg, Conseil héraldique du Luxembourg, s.d., 99 p. (BNF 33093176)
- Roger Harmignies,   « Héraldique de la maison royale de Belgique » in Lucien Fourez, Pierre Dubuisson, Louis Robyns de Schneidauer et Roger Harmignies, Recueil de l’Office généalogique et héraldique de Belgique, t. V, Bruxelles, Office généalogique et héraldique de Belgique, 1956 (OCLC 834798496)